# Вотски език
Вотският език принадлежи към балто-финската група на угро-финското езиково семейство. Говори се от около 10 – 15 души живеещи по бреговете на река Луга в западната част на Ленинградска област (Русия).